# Bisbat de Tulle
El bisbat de Tula (francès: Diocèse de Tulle, llatí: Dioecesis Tutelensis) és una seu de l'Església Catòlica a França, sufragània de l'arquebisbat de Poitiers. Al 2014 tenia 223.300 batejats sobre una població de 242.454 habitants. Actualment està regida pel bisbe Francis Bestion.

## Territori
La diòcesi comprèn el departament francès de Corresa.
La seu episcopal és la ciutat de Tula, on es troba la catedral de Notre-Dame.
El territori s'estén sobre 5.896 km², i està dividit en 296 parròquies, agrupades en 4 vicariats.

## Història
Els orígens de l'abadia benedictina de Tula són incerts. La tradició diu que va ser fundada per sant Calmin a petició de sant Martí de Tours (a finals del segle iv). Destruïda pels normands al voltant del 846, va ser reconstruïda per Adémar-des-Échelles al segle x. A partir de l'any 1103, el conjunt de l'abadia i la seva església van experimentar una reconstrucció important a mans de Guillaume de Carbonnières ajudat per les poderoses famílies del baix Limousin i pel papa Urbà II, que passà per Tulle l'any 1095.
La diòcesi va ser erigida el 13 d'agost de 1317 amb la butlla Salvator noster del Papa Joan XXII, amb territori desmembrat de la diòcesi de Llemotges. Es va convertir en catedral de la nova diòcesi l'església abacial i el primer bisbe que va ser nomenat Arnaud de Sant-Astier, l'últim abat. Originàriament, la seu va ser sufragània de l'arxidiòcesi de Bourges.
Es remunta a 1346 o al 1348, durant el període de la Pesta Negra, la institució de la festa popular coneguda com "le tour de la lunade" ("el canvi de la lluna"), que se celebra cada any a la vigília de la festa de Sant Joan Baptista (24 de juny). Aquest festival inclou molts elements de festivals existents pagana, vinculada al solstici d'estiu.
En 1514 el capítol de la catedral, que fins llavors havia estat subjecte a la regla monàstica, va ser secularitzat pel Papa Lleó X.
El 7 de febrer de 1681, gràcies al llegat del magistrat François de la Garde, es va establir el seminari diocesà.
Després del concordat amb la butlla Qui Christi Domini del Papa Pius VII del 29 de novembre de 1801 la diòcesi va ser suprimida i el seu territori va ser incorporat a la diòcesi de Llemotges.
Un nou concordat, estipulat el juny de 1817, preveia el restabliment de la diòcesi. Però aquest concordat mai no va entrar en vigor, ja que no va ser ratificat pel Parlament de París ; de manera que l'erecció de la diòcesi no va tenir efecte.
Va ser restablerta definitivament el 6 d'octubre de 1822 amb la butlla Paternae charitatis del papa Pius VII, obtenint el seu territori des de la diòcesi de Llemotges.
El 8 de desembre de 2002, després de la reorganització de les circumscripcions eclesiàstiques franceses, va passar a formar part de la província eclesiàstica de l'arxidiòcesi de Poitiers.

## Episcopologi
- Arnaud de Saint-Astier, O.S.B. † (18 d'agost de 1317 - 1333 mort)
- Arnaud de Clermont, O.F.M. † (10 de setembre de 1333 - de juny de 1337 mort)
- Hugues Roger, O.S.B. † (18 de juliol de 1342 - 20 de setembre de 1342 renuncià)
- Guy † (25 de setembre de 1342 - 1343 mort)
- Bernard (o Bertrand) de La Tour, O.S.B. † (1 d'octubre de 1344 - 19 de febrer de 1347 nomenat bisbe de Saint-Papoul)
- Pierre d'Aigrefeuille, O.S.B. † (19 de febrer de 1347 - 24 d'octubre de 1347 nomenat bisbe de Vabres)
- Archambaud † (11 de febrer de 1348 - abans del 26 de febrer de 1361 mort)
- Laurent D'Albiars † (25 d'octubre de 1361 - 1369 mort)
- Jean Lefévre † (8 d'agost de 1369 - 30 de maig de 1371 renuncià)
- Bertrand de Cosnac † (4 de juliol de 1371 - 9 de gener de 1376 nomenat bisbe de Poitiers)
- Bernard † (30 de gener de 1376 - 1376 mort)
- Pierre de Cosnac † (27 d'agost de 1376 - després del 1402 mort)
- Bertrand de Botinand † (13 de setembre de 1407 - 1416 mort)
- Hugues Combarel † (29 de novembre de 1419 - 12 de gener de 1422 nomenat bisbe de Béziers)
- Bertrand de Maumont † (12 de gener de 1422 - vers 1425 mort)
- Jean de Cluys (o Closis) † (6 de febrer de 1426 - 1444 mort)
- Pierre de Comborn ? †
- Hugues D'Aubusson † (15 de juny de 1451 - de setembre de 1454 mort)
- Louis D'Aubusson, O.S.B. † (17 de desembre de 1455 - 1471 mort)
- Denis de Bar † (20 de novembre de 1471 - 9 de març de 1495 nomenat bisbe de Saint-Papoul)
- Clément de Brillac † (9 de març de 1495 - 1514 mort)
- François de Lévis † (11 de desembre de 1514 - ?[2] mort)
- Jacques Amelin † (15 de gener de 1531 - maig de 1539 mort)
- Pierre Duchâtel o du Chastel † (16 de juny de 1539 - 2 d'abril de 1544 nomenat bisbe de Mâcon)
- François de Faucon † (2 d'abril de 1544 - 20 d'octubre de 1550 nomenat bisbe d'Orleans)
  - Jean de Fonsec (Fonséque) † (4 de març de 1551 - 1559 renuncià) (bisbe electe)
- Louis-Ricard de Gourdon de Genouillac de Vaillac † (17 de juliol de 1560 - 1582 mort)
- Flotard Ricard de Gourdon † (8 de juny de 1582 - de març de 1586 mort)
- Antoine de La Tour † (20 d'abril de 1587 - 1594 renuncià)
  - Jean de Visandon † (18 d'octubre de 1594 - vers 1597 mort) (bisbe electe)
- Jean Ricard de Gourdon de Genouillac de Vaillac † (12 de novembre de 1599 - 13 de gener de 1652 mort)
- Louis de Rechignevoisin de Curon † (26 de maig de 1653 - 20 de desembre de 1671 nomenat bisbe de Comenge)
- Jules Mascaron † (21 de març de 1672 - 8 de gener de 1680 nomenat bisbe d'Agen)
- Humbert Ancelin † (17 de març de 1681 - abans del 24 de setembre de 1702 renuncià)
- André-Daniel de Beaupoil de Saint-Aulaire † (25 de setembre de 1702 - 8 de setembre de 1721 renuncià)
- Louis-Jacques Chapt de Rastignac † (24 de setembre de 1721 - 27 de setembre de 1724 nomenat arquebisbe de Tours)
- Charles du Plessis d'Argentré † (18 d'abril de 1725 - 27 d'octubre de 1740 mort)
- François de Beaumont d'Autichamp † (17 d'abril de 1741 - 20 de novembre de 1761 mort)
- Henri-Joseph-Claude de Bourdeilles † (22 de novembre de 1762 - 22 de novembre de 1764 renuncià)[3]
- Charles-Joseph de Raffélis de Saint-Sauveur † (17 de desembre de 1764 - 28 d'abril de 1791 mort)
  - Sede vacante (1791-1801)
  - Seu suprimida (1801-1822)
- Claude-Joseph-Judith-François-Xavier de Sagey † (10 de març de 1823 - 13 de juliol de 1824 renuncià)
- Augustin de Mailhet de Vachères † (21 de març de 1825 - 16 de maig de 1842 mort)
- Jean-Baptiste-Pierre-Léonard Berteaud † (22 de juliol de 1842 - 3 de setembre de 1878 jubilat)
- Henri-Charles-Dominique Denéchau † (28 de febrer de 1879 - 18 d'abril de 1908 mort)
- Albert Nègre † (14 de juliol de 1908 - 5 d'agost de 1913 nomenat arquebisbe de Tours)
- Joseph-Marie-François-Xavier Métreau † (6 d'agost de 1913 - 24 d'abril de 1918 mort)
- Jean Castel † (3 d'agost de 1918 - 8 d'octubre de 1939 mort)
- Aimable Chassaigne † (6 de febrer de 1940 - 23 de gener de 1962 jubilat)
- Marcel-François Lefebvre, C.S.Sp. † (23 de gener de 1962 - 7 d'agost de 1962 renuncià)
- Henri Clément Victor Donze † (15 de novembre de 1962 - 12 de febrer de 1970 nomenat bisbe de  Tarba i Lorda)
- Jean-Baptiste Brunon, P.S.S. † (4 d'abril de 1970 - 28 d'abril de 1984 renuncià)
- Roger Marie Albert Froment † (20 de juny de 1985 - 22 d'octubre de 1996 renuncià)
- Patrick Le Gal (12 de setembre de 1997 - 23 de maig de 2000 nomenat ordinari militar a França)
- Bernard Louis Marie Charrier (22 de gener de 2001 - 12 de desembre de 2013 jubilat)
- Francis Bestion, des del 12 de desembre de 2013

## Demografia
A finals del 2014, la diòcesi tenia 223.300 batejats sobre una població de 242.454 persones, equivalent al 92,1% del total.
| any  | població | població | població | sacerdots | sacerdots       | sacerdots       | sacerdots             | diaques | religiosos | religiosos | parròquies |
| ---- | -------- | -------- | -------- | --------- | --------------- | --------------- | --------------------- | ------- | ---------- | ---------- | ---------- |
| any  | batejats | total    | %        | total     | clergat secular | clergat regular | Batejats por sacerdot | diaques | homes      | dones      |            |
| 1950 | 250.000  | 254.601  | 98,2     | 240       | 224             | 16              | 1.041                 |         | 42         | 240        | 293        |
| 1969 | 225.000  | 237.864  | 94,6     | 223       | 191             | 32              | 1.008                 |         | 46         | 237        | 101        |
| 1980 | 229.000  | 244.000  | 93,9     | 178       | 163             | 15              | 1.286                 | 4       | 24         | 163        | 295        |
| 1990 | 229.000  | 250.000  | 91,6     | 141       | 126             | 15              | 1.624                 | 9       | 15         | 106        | 296        |
| 1999 | 224.000  | 244.000  | 91,8     | 113       | 102             | 11              | 1.982                 | 5       | 13         | 94         | 296        |
| 2000 | 225.700  | 245.900  | 91,8     | 111       | 100             | 11              | 2.033                 | 5       | 11         | 92         | 296        |
| 2001 | 213.000  | 231.810  | 91,9     | 113       | 93              | 20              | 1.884                 | 6       | 20         | 82         | 296        |
| 2002 | 213.000  | 231.810  | 91,9     | 101       | 88              | 13              | 2.108                 | 7       | 15         | 83         | 299        |
| 2003 | 213.000  | 231.810  | 91,9     | 87        | 82              | 5               | 2.448                 | 7       | 5          | 77         | 296        |
| 2004 | 213.000  | 231.810  | 91,9     | 88        | 83              | 5               | 2.420                 | 6       | 5          | 76         | 296        |
| 2010 | 219.000  | 241.600  | 90,6     | 73        | 66              | 7               | 3.000                 | 7       | 9          | 66         | 296        |
| 2014 | 223.300  | 242.454  | 92,1     | 59        | 54              | 5               | 3.784                 | 8       | 12         | 41         | 296        |